# 智利狼眼绵鳚
智利狼眼绵鳚，為輻鰭魚綱鱸形目绵鳚亞目绵鳚科的其中一種，分布於東南太平洋的智利海域，屬底棲性魚類，棲息深度可達1000公尺，體長可達27.1公分。

## 扩展阅读
維基物種上的相關：智利狼眼绵鳚